# Eupithecia lanceata
Eupithecia lanceata là một loài bướm đêm thuộc họ Geometridae. Nó được tìm thấy ở hầu hết miền Cổ bắc, except for the south. The habitat consists of pine forests.
Sải cánh dài 16–20 mm. Có một lứa một năm con trưởng thành bay từ tháng 4 đến tháng 5.
Ấu trùng ăn Picea abies, Juniperus communis và Larix decidua. Larvae can be được tìm thấy ở tháng 6. Loài này qua đông dưới dạng nhộng.